# دونليي (ألبرتا)
دونليي (بالإنجليزية: Donnelly, Alberta)‏ هي قرية تقع في كندا في ألبرتا. يقدر عدد سكانها بـ 305 نسمة ومساحتها 1.27 كم2 وترتفع عن سطح البحر 595 متر.